# Felsőlajos
Felsőlajos is een plaats (község) en gemeente in het Hongaarse comitaat Bács-Kiskun. Felsőlajos telt 991 inwoners (2007).